# Саагун
Саагун (ісп. Sahagún) — муніципалітет в Іспанії, у складі автономної спільноти Кастилія-і-Леон, у провінції Леон. Населення — 2817 осіб (2010).
Муніципалітет розташований на відстані близько 240 км на північний захід від Мадрида, 50 км на південний схід від Леона.
На території муніципалітету розташовані такі населені пункти: (дані про населення за 2010 рік)
- Аренільяс-де-Вальдерадуей: 48 осіб
- Селада-де-Сеа: 30 осіб
- Гальєгільйос-де-Кампос: 115 осіб
- Хоара: 31 особа
- Ріосекільйо: 11 осіб
- Саагун: 2380 осіб
- Сан-Мартін-де-ла-Куеса: 52 особи
- Сан-Педро-де-лас-Дуеньяс: 84 особи
- Сотільйо-де-Сеа: 26 осіб
- Вільялебрін: 27 осіб
- Вільяльман: 13 осіб

## Демографія
Динаміка населення (INE ):

## Галерея зображень

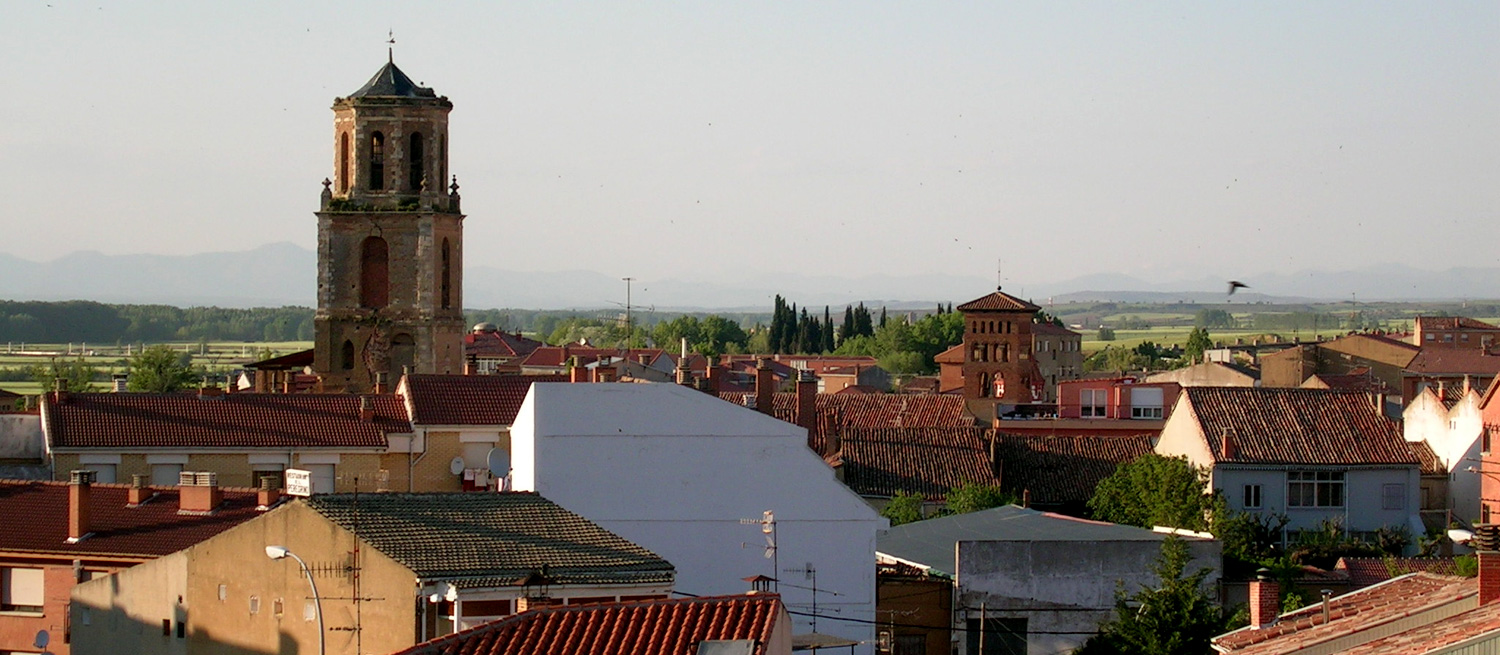
Саагун
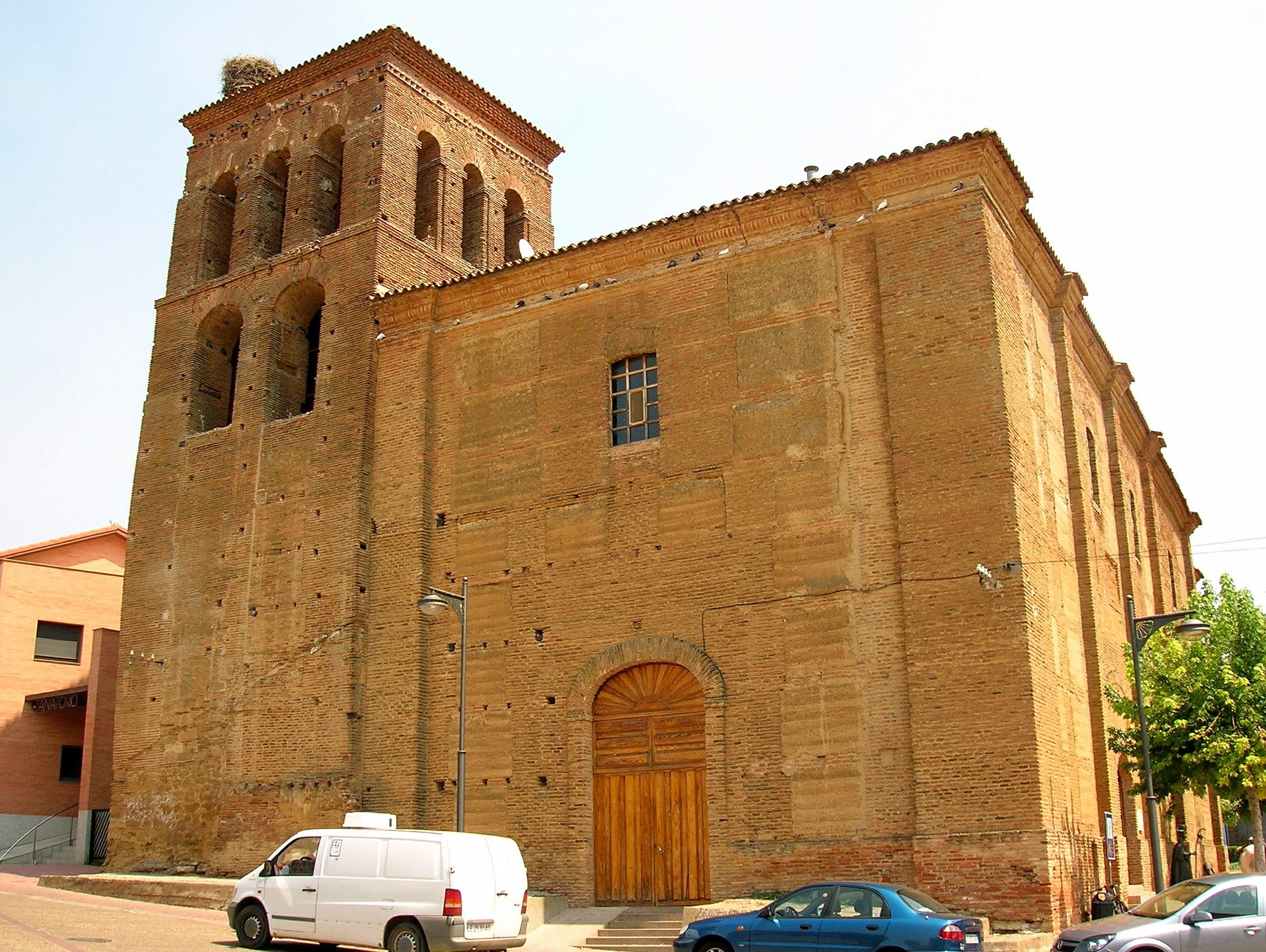
Церква Ла-Тринідад
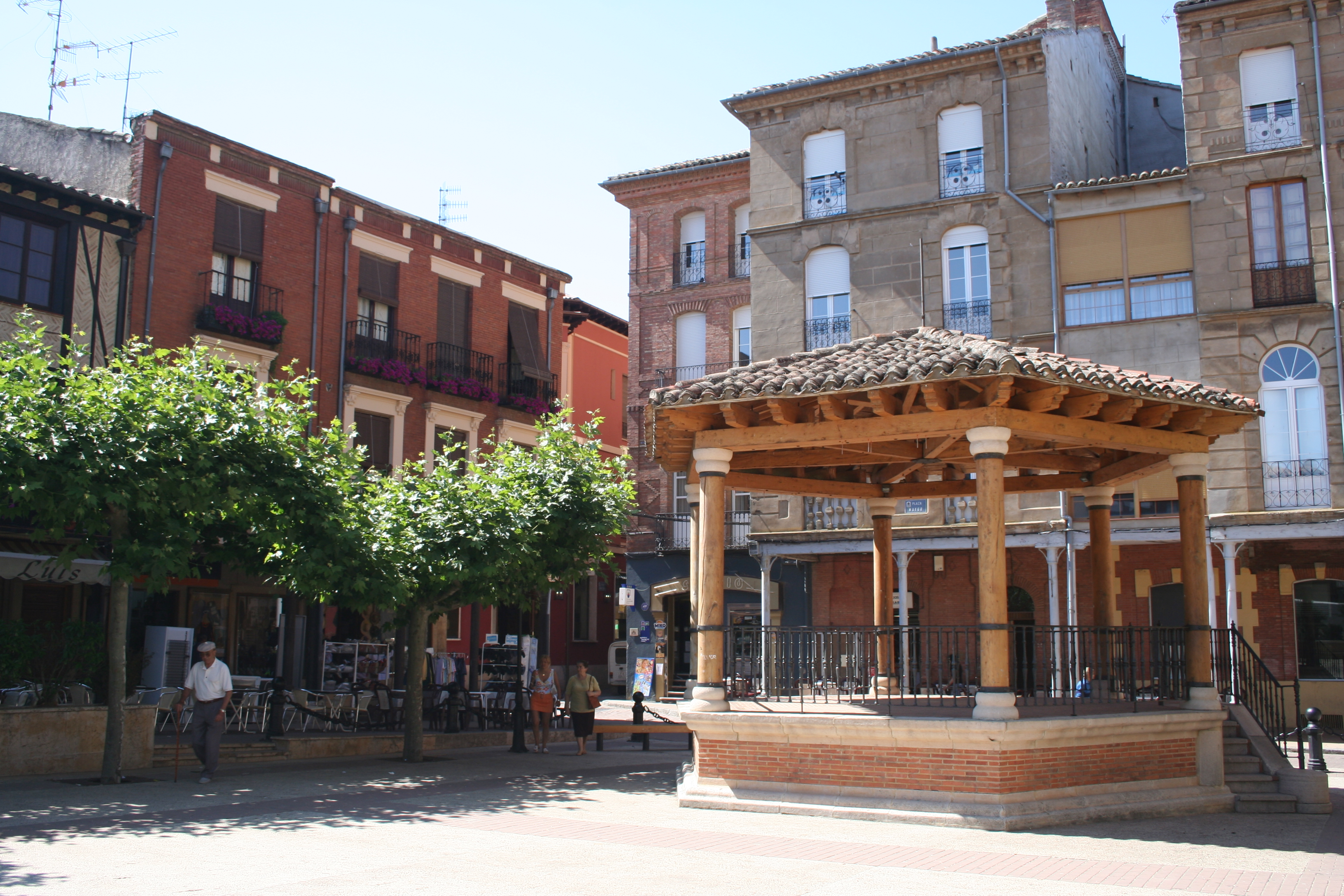
Центральна площа
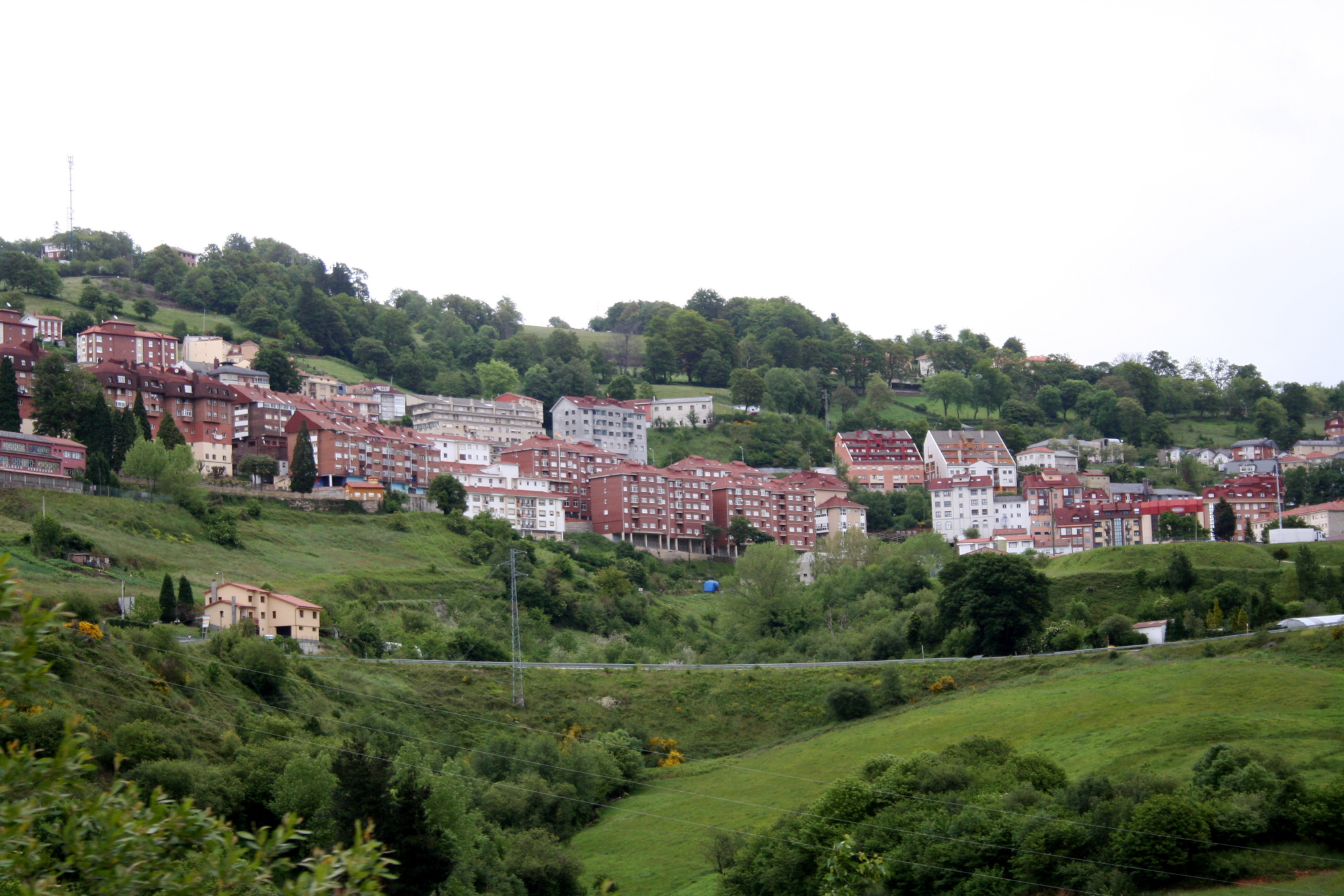
Тінео